# Xilithus acerosus
Espèce
Synonymes
- Otacilia acerosa Yao, Irfan & Peng, 2019

Xilithus acerosus est une espèce d'araignées aranéomorphes de la famille des Phrurolithidae.

## Distribution
Cette espèce est endémique du Hubei en Chine,. Elle se rencontre vers Enshi.

## Description
Le mâle holotype mesure 2,42 mm et la femelle paratype 3,11 mm.

## Systématique et taxinomie
Cette espèce a été décrite sous le protonyme Otacilia acerosa par Yao, Irfan et Peng en 2019. Elle est placée dans le genre Acrolithus par Liu, Li, Zhang, Ying, Meng, Fei, Li, Xiao et Xu en 2022. Acrolithus Liu & Li, 2022 préoccupé par Acrolithus Freytag & Ma, 1988 a été remplacé par Xilithus par Lin et Li en 2023.

## Publication originale
- Yao, Irfan & Peng, 2019 : « Five new species of Otacilia Thorell, 1897 (Araneae: Phrurolithidae) from the Wuling Mountain Range, China. » Zootaxa, no 4613(2), p. 290-304.